# Radical 39
子 est un sinogramme (appelé hanzi en chinois,, hanja en coréen, kanji en japonais et Hán tự en vietnamien). Il est composé de 3 traits.
La translittération du mandarin en pinyin est zǐ ou zi. Il est souvent utilisé en chinois comme suffixe, pour les constructions disyllabaires de mots, à l'image de 餃子 jiaozi，un ravioli dont le nom est associé au passage du nouvel an dans le nord de la Chine, et qui se prononce gyōza] en japonais. En cas d'utilisation en suffixe, il est fréquent qu'il ne prenne pas de ton en mandarin, il utilise le troisième ton dans le cas contraire.
Il se lit, en japonais, ス (su) ou シ (shi) en lecture on et こ (ko) en lecture kun. Il fait partie des kyôiku kanji et est étudié en 1re année. L'accent de hauteur en japonais varie grandement en fonction du contexte. Il est utilisé comme suffixe pour une grande partie des prénoms féminins sous la prononciation on'yomi. Akiko, Takako, Yukiko….

## Histoire
- ① est le dessin de départ, un dessin de bébé enveloppé.
- ② correspond aux différentes formes trouvées avant la création des caractères chinois officiels au IIe siècle.
- ③ est la forme actuelle.

Ce kanji est une clé et a directement pour sens l'idée du dessin original, ici l'enfant.

## Exemples
- 男の子 (otoko.no ko) : garçon (enfant masculin).
- 女の子 (onna.no ko) : fille (enfant féminin).
- 水菓子 (mizugashi) = fruit.